# Ngà (chất liệu)

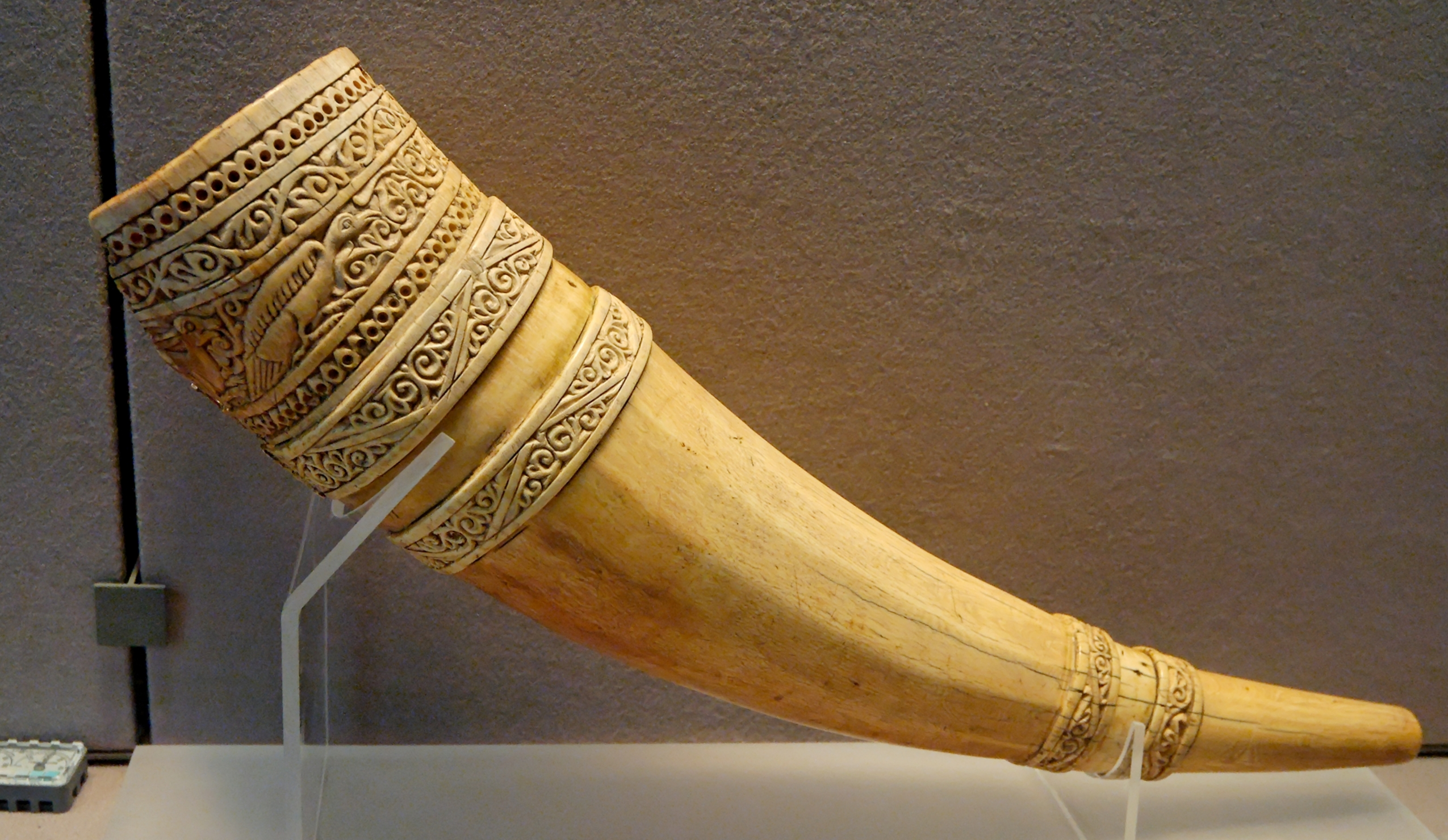
Ngà voi được khắc ở Ý vào thế kỷ 11, Louvre.

Ngà là vật liệu cứng, màu trắng làm từ ngà và răng động vật (thường từ voi). Thành phần chủ yếu của nó là dentine (công thức vô cơ Ca10(PO4)6(CO3)·H2O)), một trong những cấu trúc chính của răng và ngà. Ngoài ngà tự nhiên, ngà còn có thể được sản xuất bằng cách tổng hợp.